# Perovka
Perovka (en rus: Перовка) és un poble de l'óblast de Vorónej, a Rússia, segons el cens del 2010 tenia 123 habitants.